# 苏州公园
苏州公园（当地俗称大公园），是位于中国江苏省苏州市姑苏区的一座公共公园。以公园路、五卅路、民治路、草桥弄所围。始建于1925年，占地64亩。苏州公园是苏州市最早的一座现代公园。自公园建成以来，公园南部一直为花坛、喷泉等西式景观风格，北部为山水、亭台等中式景观风格。二者融合，移步换景，是苏州市民喜爱的休闲游乐场所。

## 历史

### 所在地
苏州公园所在地，原为春秋时期伍子胥所建造吴国子城（即吴王宫）的一部分，汉、唐、宋时期均为衙署，内置有园。元末张士诚起义称王时王宫也建在此地。张士诚兵败后其王宫亦被焚毁。明洪武初年苏州知府曾有意复建但未成，直至清末该地大部分仍为荒地，遍布坟冢，多有行刑之人在此处斩，被称为“皇（王）废基”。清同治十三年（1874年），衙门在该地块北部设立收容所收容难民，直至民国12年（1923年）停办，次年再开，改为苏州感化院，教授流民手艺以糊口。1911年叶圣陶在日记中曾记载此地“春风入襟，斜日映池，高柳嫩绿，野花娇红，此一副仲春艳丽图。”:2
1957年，在苏州公园曾发掘出几何印纹陶碎片，证实在春秋战国时期就有人类在此地区活动。

### 公园建设及民国时期
清宣统元年（1909年），张一麐等人首先提议修建公园。五四运动后，各界人士均倡议修建包含图书馆、音乐亭等现代设施的公园，1920年劝学所教育会组建百人的公园筹建小组。同年江阴颜料商人奚萼铭的遗孀及后人捐资5万银元:2，建设公园及图书馆。选择王废基东部为现园址，先期拆迁宗庙坟冢等，然后由在沪法国园艺家若索姆（Jaussaume）规划设计并施工。至1925年7月末，建成荷花池、图书馆楼、“东斋”茶室、西亭、月亮池等，共用地15亩。同年8月1日图书馆开馆:3。1927年成立公园筹备委员会，邀请美术家颜文樑设计喷水池，另建造电影院、商店，铺设道路、草地等。至1927年8月1日正式对外开放，最初名叫“皇废基公园”。
公园开放后，由市政筹备处接管，未完工作继续进行。1929年，叶楚伧等人积极筹款，开发公园北部:4。1930年5月10日，太湖流域水利委员会于公园喷水池内设置“海平面标准点”石柱:5。同年，公园转交市教育局管理。陆续在公园北部挖凿池塘，栽植枫树，小山顶修筑“民德亭”厅堂一座，1932年7月29日，为纪念“一·二八”淞沪抗战中牺牲的美军飞行员罗伯特·肖特，在公园北部为其建立纪念碑，碑刻有《赠上尉美国肖特义士传》:6。
1937年抗日战争开始，张一麐等在公园内成立抗日后援会，举办展览，向民众宣传抗日理念。同年11月苏州沦陷，日军随即击毁图书馆、纪念碑，公园一度沦为日军养马场，禁止市民进入。抗战胜利后，各界组建“公园复兴整理委员会”，有各界商贾捐资复建公园。1947年5月公园改名“吴县中山公园”，增建裕斋、叶楚伧纪念牌坊、防痨协会等:8。

### 新中国时期
苏州解放后，1949年苏州文教局接管公园，设公园管理处，1952年改苏州市园林管理处。1953年市政府开始整修公园，重新命名为“苏州公园”，重建园内景观，并新建儿童乐园、少儿阅览室等:9。1963年再度整修，丰富了园内植物品种，整修后公园总面积达到5.87万平方米，为苏州市内最大。1967年文化大革命期间公园曾停开数月:9。
1979年公园下建防空工程，此后数年建陆续拆旧、改建。1981年在公园西侧新造儿童乐园，书法家费新我题写匾额。1982年在山顶民德亭西建苏州青少年天文观测站。1983年整修东斋、裕斋，改建喷水池等:9-10。
2001年，苏州公园进行了全面改造，保留历史建筑民德亭、裕斋及各类古树名木，对其他设施进行升级改造，加建地下自行车库，总投资1889万元，同年底改造完成。2004年裕斋重建，民德亭被列入苏州市控制保护建筑。
2018年1月，肖特纪念碑在公园内重建落成。

## 园内景观
公园布局分为南北两部，南部为规则对称式现代园林景观，北部为自然古典型山水景观。
公园自南大门进入后，首先为占地2000平米的对称式模纹花坛，内有栽种近百年的雪松，以及1930年设置的水准点石柱依然保留于原址。花坛向北为公园的中心芙蓉广场，芙蓉广场西接儿童乐园、西广场及西大门，东接东斋，北连荷花池。荷花池水面面积3300平方米，中有一桥连通南北。荷花池北为小土山，高约5米，四面环水，山东侧连接东广场及东大门，山北侧为北广场，公园东北角及西北角均为办公用房:14-17。
截至2005年，公园内有绿化面积21459平方米，包含各色乔木、灌木、草坪、花坛等，计有100余个植物品种:32。其中有登记柏科古树7棵，树龄均在100年以上:37。

## 园内建筑及设施
- 东斋
始建于1925年，曾有陈衍、邓邦述、费树蔚等文人长驻，民国时有《东斋酬唱集》流传。最早为砖木平房，1950年代在西侧增建二层砖混楼房，2001年整体重建为二层坡顶楼房，总面积795平方米。现用作茶室[5]:20。
- 裕斋
始建于1947年，苏纶纱厂总经理严欣淇出资建造，取名裕斋为纪念其父严裕棠。一时曾为图书馆。2004年重建，总面积200平方米[5]:20。
- 民德亭
为苏州市控制保护建筑。始建于1930年，面积87平方米，整体青砖构建，南北朝向，四面围廊，亭匾由张一麐题写。1998年对屋顶进行大修[5]:21。
- 公园图书馆
始建于1920年，1922年落成，为两层建筑，顶部有一钟楼，曾有藏书4万余册。最初馆名“苏州图书馆”，匾额为王同愈题写，因与省立苏州图书馆（现苏州图书馆前身）同名，在1930年改名“吴县县立图书馆”。1937年被日军炸毁，藏书焚毁殆尽[5]:3、23。
- 公园电影院
始建于1927年，为苏州第一家正规电影院，有坐席500个，1934年租约期满后拆除[5]:23。
- 涵社
始建于1946年，在公园西北角，皮件店戎镒昌创办人戎法琴出资建造，曾为健身房。2006年拆除[5]:22。
- 肖特纪念碑亭
始建于1932年，为纪念牺牲的美国飞行员肖特而建。1937年被日军炸毁，但记有碑文的大理石片被保存[5]:29。2018年复建肖特纪念碑。
- 青少年天文观测站
建于1982年，占地100平方米，为三层楼房。所用天文观测设备由日本池田市捐赠[5]:77。
- 儿童乐园
1981年建成开放，占地3850平方米，有各类电动游乐器材[5]:78。

## 社会服务
苏州公园自建成后，举办过众多群众活动，包括各类展览、花会、游园会等，得到市民群众的喜爱:44。
1930年代在公园图书馆内办有国学研究会，国学大师章太炎曾到场进行讲学，在学术界内颇有影响:45。
1952年作家周瘦鹃曾任公园管理处副主任:69。